# Treyarch
La Treyarch Corporation è un'azienda statunitense produttrice di videogiochi, fondata nel 1996 da Peter Akemann e Doğan Köslü, acquisita da Activision Blizzard nel 2001. In seguito diviene sussidiaria degli Xbox Game Studios nel 2023, per effetto dell’acquisizione di Microsoft su Activision Blizzard.
La sua sede si trova a Santa Monica, in California. È famosa soprattutto per aver collaborato alla serie di skateboard Tony Hawk's Skateboarding, alle trasposizioni della trilogia di Spider-Man, oltre che ad altre storie del personaggio legate ai fumetti, e per il contributo alla serie Call of Duty. Nel 2005 ha inglobato Gray Matter Interactive (ex Xatrix Entertainment).

## Videogiochi sviluppati
| Anno | Titolo                               | Piattaforma                                                                          |
| ---- | ------------------------------------ | ------------------------------------------------------------------------------------ |
| 1998 | Olympic Hockey Nagano '98            | Nintendo 64                                                                          |
| 1998 | Die by the Sword                     | Microsoft Windows                                                                    |
| 1998 | Die by the Sword: Limb from Limb     | Microsoft Windows                                                                    |
| 1999 | Triple Play 2000                     | Nintendo 64, PlayStation                                                             |
| 2000 | Draconus: Cult of the Wyrm           | Dreamcast                                                                            |
| 2000 | Tony Hawk's Skateboarding            | Dreamcast                                                                            |
| 2000 | Tony Hawk's Pro Skater 2             | Dreamcast                                                                            |
| 2000 | Triple Play 2001                     | PlayStation                                                                          |
| 2001 | Max Steel: Covert Missions           | Dreamcast                                                                            |
| 2001 | Spider-Man                           | Dreamcast                                                                            |
| 2001 | Tony Hawk's Pro Skater 2X            | Xbox                                                                                 |
| 2001 | Triple Play Baseball                 | Microsoft Windows, PlayStation, PlayStation 2                                        |
| 2002 | Kelly Slater's Pro Surfer            | GameCube, PlayStation 2, Xbox                                                        |
| 2002 | Minority Report: Everybody Runs      | GameCube, PlayStation 2, Xbox                                                        |
| 2002 | NHL 2K2                              | Dreamcast                                                                            |
| 2002 | NHL 2K3                              | GameCube, PlayStation 2, Xbox                                                        |
| 2002 | Spider-Man                           | GameCube, PlayStation 2, Xbox                                                        |
| 2004 | Spider-Man 2                         | GameCube, PlayStation 2, Xbox                                                        |
| 2005 | Call of Duty 2: Big Red One          | GameCube, PlayStation 2, Xbox                                                        |
| 2005 | Ultimate Spider-Man                  | GameCube, PlayStation 2, Xbox                                                        |
| 2006 | Call of Duty 3                       | PlayStation 2, PlayStation 3, Wii, Xbox, Xbox 360                                    |
| 2007 | Spider-Man 3                         | PlayStation 3, Wii, Xbox 360                                                         |
| 2008 | Call of Duty: World at War           | Microsoft Windows, PlayStation 3, Wii, Xbox 360                                      |
| 2008 | Quantum of Solace                    | Microsoft Windows, PlayStation 3, Wii, Xbox 360                                      |
| 2008 | Spider-Man: Il regno delle ombre     | Microsoft Windows, PlayStation 2, PlayStation 3, PlayStation Portable, Wii, Xbox 360 |
| 2009 | Call of Duty: Modern Warfare: Reflex | Wii                                                                                  |
| 2010 | Call of Duty: Black Ops              | Microsoft Windows, PlayStation 3, Wii, Xbox 360                                      |
| 2011 | Call of Duty: Modern Warfare 3       | Wii                                                                                  |
| 2012 | Call of Duty: Black Ops II           | Microsoft Windows, PlayStation 3, Wii U, Xbox 360                                    |
| 2015 | Call of Duty: Black Ops III          | Microsoft Windows, PlayStation 3, Xbox 360, PlayStation 4, Xbox One                  |
| 2018 | Call of Duty: Black Ops IIII         | Microsoft Windows, PlayStation 4, Xbox One                                           |
| 2020 | Call of Duty: Black Ops Cold War     | Microsoft Windows, PlayStation 4, Xbox One, PlayStation 5, Xbox Series X             |
| 2024 | Call of Duty: Black Ops 6            | Microsoft Windows, PlayStation 4, Xbox One, PlayStation 5, Xbox Series X/S           |